# Volutopsius
Volutopsius is een geslacht van weekdieren uit de klasse van de Gastropoda (slakken).

## Soorten
- Volutopsius castaneus (Mörch, 1857)
- Volutopsius fragilis (Dall, 1891)
- Volutopsius middendorffi (Dall, 1891)
- Volutopsius norwegicus (Gmelin, 1791)
- Volutopsius pallidus Tiba, 1973
- Volutopsius regularis Dall, 1873
- Volutopsius scotiae Fraussen, McKay & Drewery, 2013
- Volutopsius trophonius Dall, 1902